# Klippan, Helsingfors stad

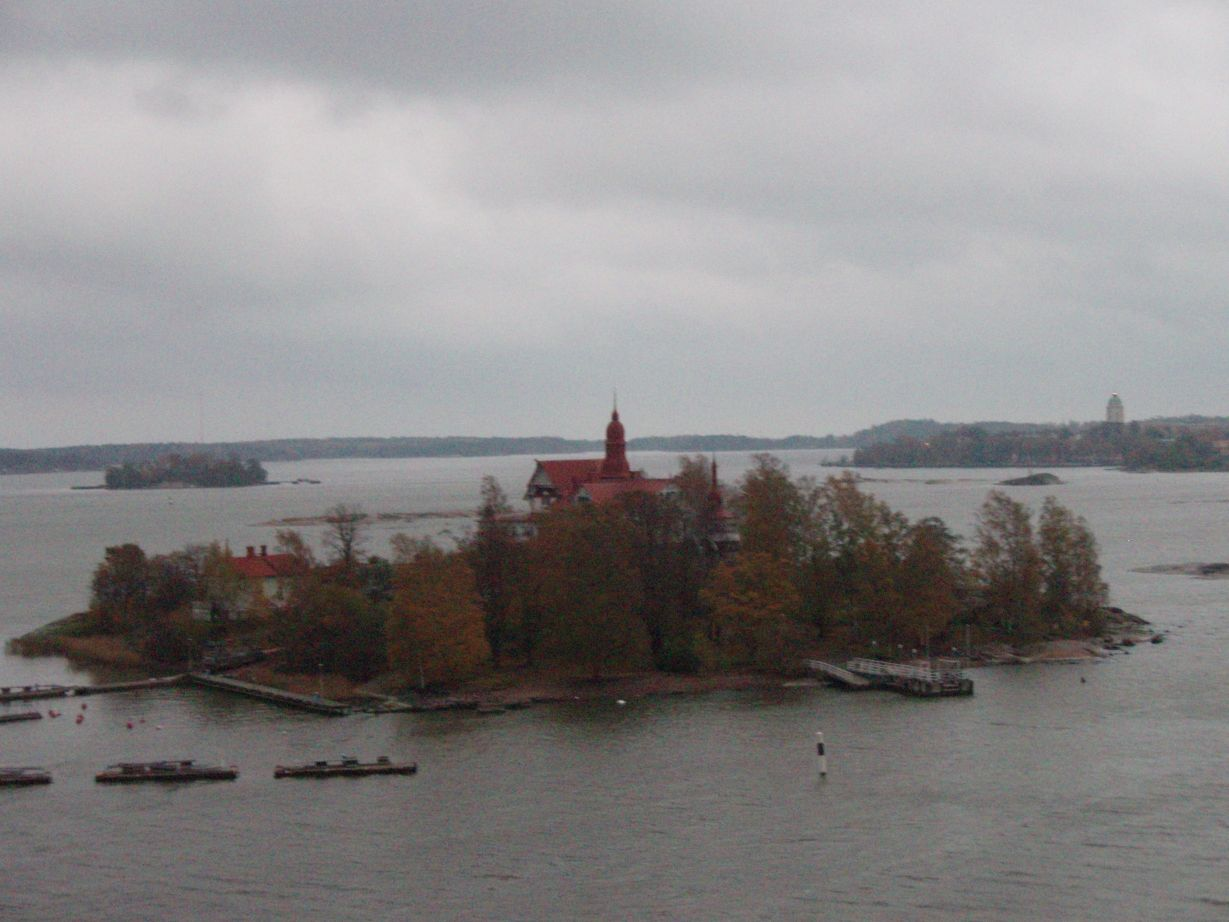
Klippan sedd från nordväst

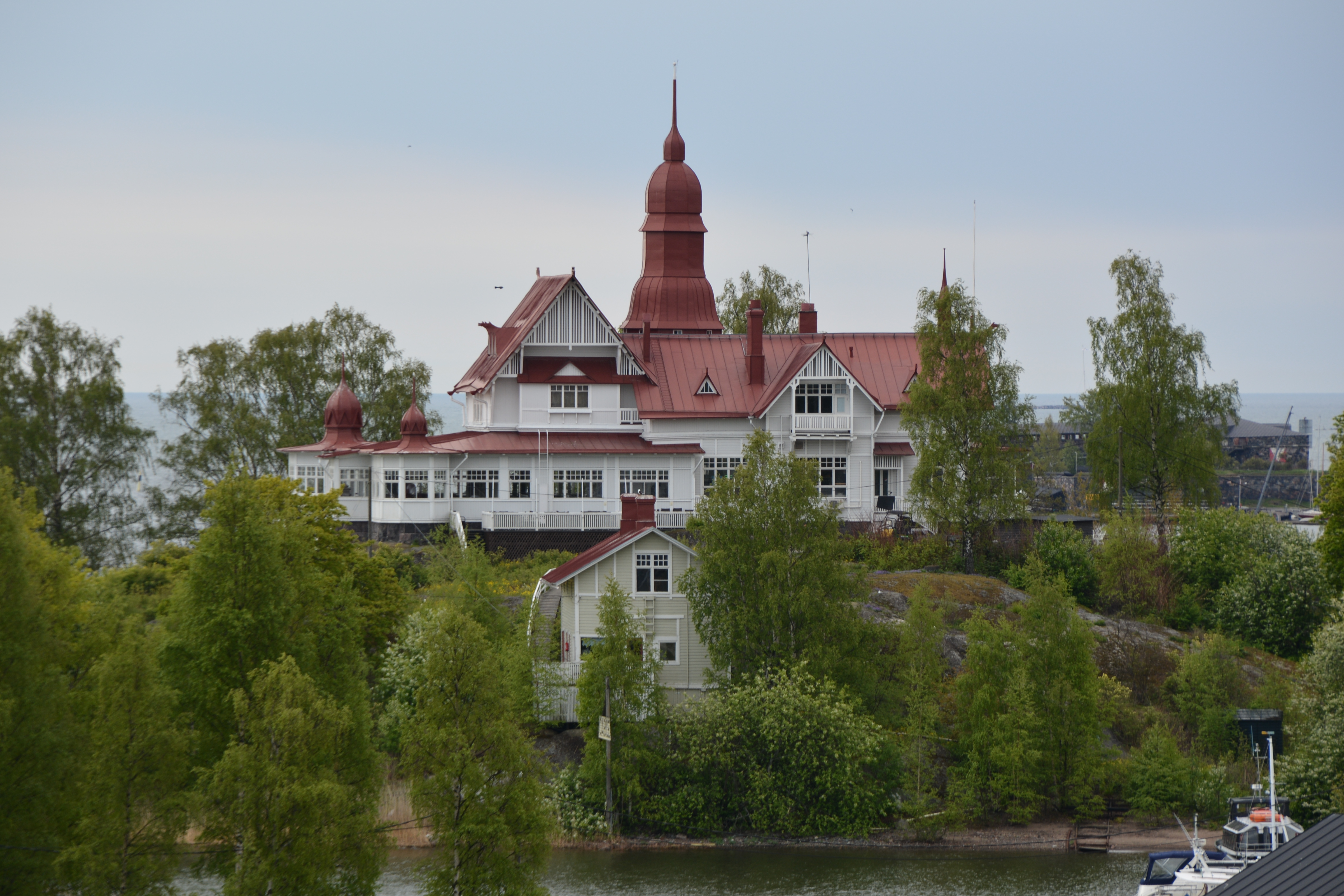
Restaurangen

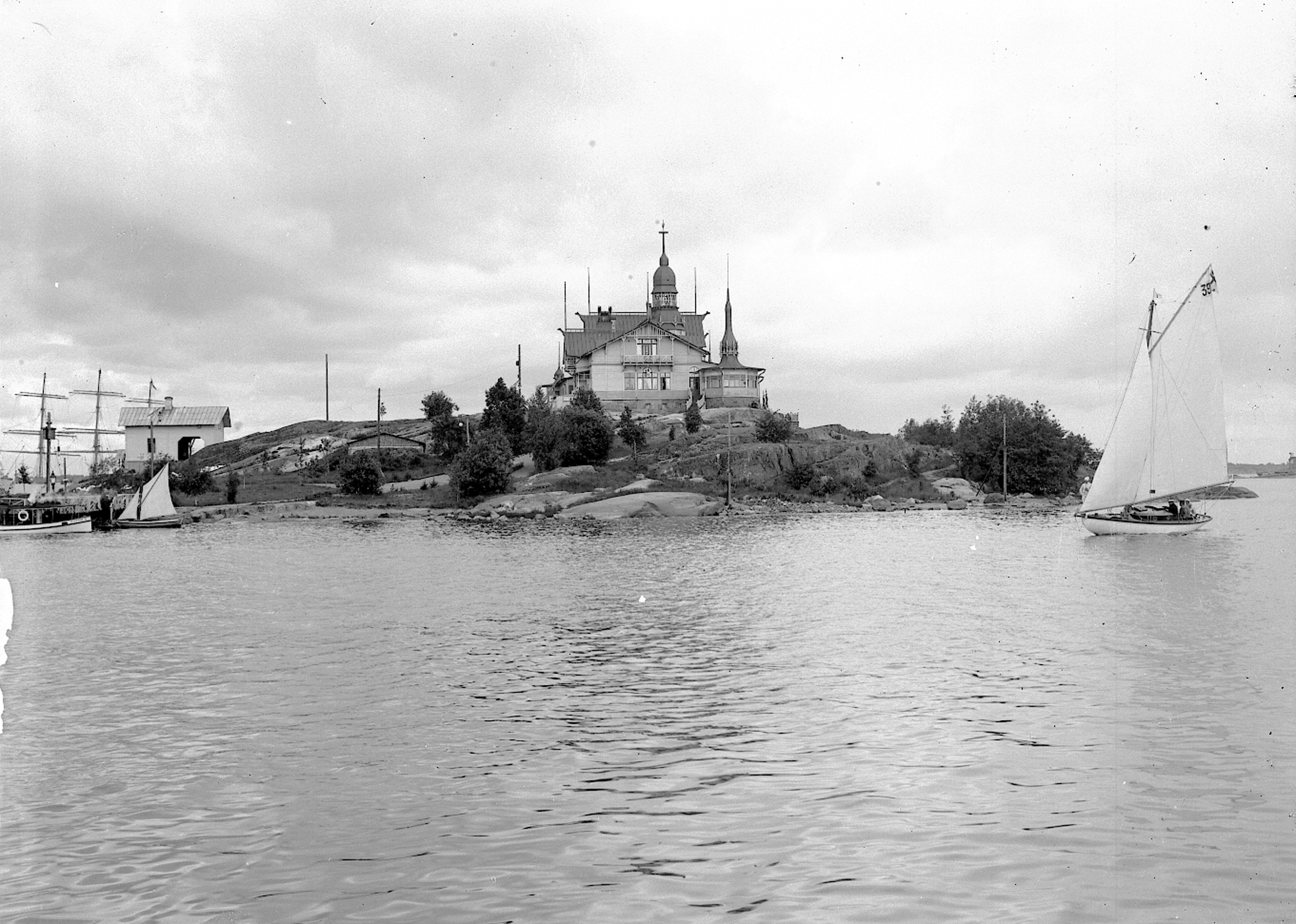
Klippan kring 1900

Klippan (finska: Luoto) är en holme i mynningen av Södra hamnen i Helsingfors stad. Klippan ligger mellan Skatudden och Olympiakajen (där Sverigebåtarna lägger till), strax utanför Blekholmen, där Nyländska Jaktklubben har sin paviljong.
Holmen är inte stor, men där finns en rymlig villa av 1800-talstyp med vederbörlig snickarglädje, ritad av Selim Lindqvist och byggd 1899, där det sedan 1950-talet har funnits en högklassig sommarrestaurang. Holmen har en egen förbindelsebåt, som kommer om man hissar en semafor på bryggan inne vid kajen på västra sidan.
- Wikimedia Commons har media som rör Klippan.